# Ibériai füzike
Az ibériai füzike (Phylloscopus ibericus) a verébalakúak (Passeriformes) rendjébe, ezen belül a füzikefélék (Phylloscopidae) családjába és a Phylloscopus nembe tartozó faj. Korábban a csilpcsalpfüzike alfajának tekintették. 11-12 centiméter hosszú. A mediterrán térség nyugati részén költ, ahol a dombvidéki bokros területeket kedveli, Nyugat-Afrikában telel. Többnyire rovarokkal, pókokkal táplálkozik, de virágnektárt is fogyaszt. Áprilistól májusig költ, fészekalja 4-5 tojásból áll.

## Fordítás
- Ez a szócikk részben vagy egészben  az   Iberian chiffchaff című angol Wikipédia-szócikk fordításán alapul.  Az eredeti cikk szerkesztőit annak laptörténete sorolja fel. Ez a jelzés csupán a megfogalmazás eredetét és a szerzői jogokat jelzi, nem szolgál a cikkben szereplő információk forrásmegjelöléseként.